# Thorpe by Water
Thorpe by Water is een civil parish in het bestuurlijke gebied Rutland, in het Engelse graafschap Rutland met 56 inwoners.